# Gérard Debreu
Gérard Debreu (ur. 4 lipca 1921 w Calais, zm. 31 grudnia 2004 w Paryżu) – amerykański ekonomista francuskiego pochodzenia, laureat Nagrody Banku Szwecji im. Alfreda Nobla w dziedzinie ekonomii w 1983 r.

## Życiorys
Studiował w École normale supérieure, gdzie ukończył studia matematyczne i uzyskał doktorat z ekonomii. Pracę rozpoczął w 1946 r. w Centre national de la recherche scientifique (CNRS). Następnie wyjechał do USA, gdzie był profesorem ekonomii (od 1962 r.), a potem matematyki (od 1975 r.) na Uniwersytecie Kalifornijskim w Berkeley. Gościnnie wykładał na uczelniach belgijskich, niemieckich, nowozelandzkich i brytyjskich. Od 1970 r. członek Amerykańskiej Akademii Umiejętności w Bostonie.
Zajmował się głównie ekonomią matematyczną, w szczególności teorią równowagi ogólnej, udowadniając (wspólnie z Kennethem Arrowem, 1954) istnienie układu cen zapewniającego równowagę na wszystkich rynkach. Prowadził także badania w dziedzinie teorii wyboru konsumenta.
Laureat Nagrody Banku Szwecji im. Alfreda Nobla w dziedzinie ekonomii w 1983 r. za wkład w teorię równowagi ogólnej w ekonomii.
W 1976 r. został odznaczony Legią Honorową.

## Wybrane prace
- Existence of an Equilibrium for a Competitive Economy (współautor, z Kennethem Arrowem, 1954)
- Theory of Values. An Axiomatic Analysis of Economic Equilibrium (1959)